# Louise-Christine de Savoie
Louise-Christine de Savoie (27 juillet 1629-12 mai 1692) est une princesse de la maison de Savoie, la fille aînée de Victor-Amédée Ier de Savoie qui a épousé son oncle  Maurice de Savoie mais n'a pas eu d'enfants. Elle est une cousine germaine des rois Louis XIV de France et Charles II d'Angleterre, et la première à mêler le sang des rois de France Henri II de Valois (dernier Valois ayant donné des héritiers), son arrière-arrière-grand-père, et Henri IV de Bourbon, son grand-père. 

## Biographie
Louise-Christine est née au château du Valentino à Turin, fille aînée d'Amédée Ier de Savoie et de son épouse Christine de France. Sa naissance a été accueillie avec enthousiasme car avant sa naissance, ses parents avaient perdu un fils et attendaient avec impatience un autre héritier. Cependant, étant une femme et en raison de la loi salique, elle ne pouvait succéder au duché de Savoie qui, au moment de sa naissance, était dirigée par son grand-père Charles-Emmanuel Ier de Savoie. La rumeur disait que Louise-Christine aurait été illégitime et le fruit de la prétendue liaison de sa mère avec un courtisan français nommé "Pommeuse". 
Son père décède en 1637 et c'est le frère cadet de Louise-Christine, François-Hyacinthe, qui lui succède mais lui-même meurt en 1638. Sa mère assure donc la régence pour son second frère Charles-Emmanuel II mais sa position est contestée par ses oncles Thomas de Savoie-Carignan et Maurice de Savoie, qui vont déclencher une guerre. 
Cette guerre conduisit les deux hommes à fuir en Espagne pour chercher un soutien qui ne sera pas accordé. Sa mère sort rapidement victorieuse du conflit grâce au soutien de son frère, le roi de France Louis XIII. De retour en Savoie, Louise-Christine est fiancée à Maurice pour sceller la réconciliation de celui-ci avec sa mère. Les noces ont lieu à Sospel le 29 septembre 1642 après que Maurice, auparavant cardinal, a reçu la permission de se marier du pape Urbain VIII. La mariée de treize ans et son époux, quarante-neuf ans, s'installent à Nice où Maurice vient d'être nommé gouverneur; un autre gage de réconciliation. 
Son mari décède en 1657 d'un accident vasculaire cérébral, laissant Louise-Christine veuve à vingt-huit ans, et lui ayant légué sa grande collection d'art ainsi que ses énormes dettes. À Turin, elle vit dans la villa de son mari dont elle a fait améliorer la structure par Amedeo di Castellamonte. Elle a également chargé Camillo-Guarino Guarini de rénover les églises de Savoie.
Louise-Christine décède dans sa villa en 1692 et en laisse la propriété à l'épouse de son neveu, la princesse Anne-Marie d'Orléans.